# Karasugita
La karasugita és un mineral de la classe dels halurs. Rep el seu nom de Karasug (Tuvà, Rússia), la localitat on va ser descoberta.

## Característiques
La karasugita és un halur de fórmula química SrCa[Al(F,OH)₇]. Cristal·litza en el sistema monoclínic. Es troba en forma de cristalls de fulla molt prima, maclats i aplanats en {100} i allargats al llarg de [001], d'uns 0,25 mil·límetres aproximadament, en rosetes i en agregats en forma de ventall.
Segons la classificació de Nickel-Strunz, la karasugita pertany a «03.CB - Halurs complexos, nesoaluminofluorurs» juntament amb els següents minerals: criolitionita, criolita, elpasolita, simmonsita, colquiriïta, weberita, usovita, pachnolita, thomsenolita, carlhintzeïta i yaroslavita.

## Formació i jaciments
És un mineral secundari format en les fissures a la zona d'oxidació dels filons de minerals de ferro, en les bretxes tectòniques. Va ser descoberta l'any 1994 al dipòsit de terres rares, estronci, bari, ferro i fluorita de Karasug, a Tuvà (Districte Federal de l'Extrem Orient, Rússia). Es tracta de l'únic indret on ha estat descrita aquesta espècie mineral.